# 1973-as NHL-amatőr draft
Az 1973-as NHL-amatőr draftot a kanadai Montréalban a Mount Royal Hotelben tartották meg. Ez volt a 11. draft.

## A draft
|  | = NHL All-Star |  |  | = A Jégkorong Hírességek Csarnokának a tagja |

### Első kör
| #  | Játékos            | Poszt       | Nemzetiség | NHL-csapat          | Egyetem/junior/klub csapat    |
| -- | ------------------ | ----------- | ---------- | ------------------- | ----------------------------- |
| 1  | Denis Potvin       | Védő        | Kanada     | New York Islanders  | Ottawa 67’s (OHA)             |
| 2  | Tom Lysiak         | Center      | Kanada     | Atlanta Flames      | Medicine Hat Tigers (WCHL)    |
| 3  | Dennis Ververgaert | Jobb szélső | Kanada     | Vancouver Canucks   | London Knights (OHA)          |
| 4  | Lanny McDonald     | Jobb szélső | Kanada     | Toronto Maple Leafs | Medicine Hat Tigers (WCHL)    |
| 5  | John Davidson      | Kapus       | Kanada     | St. Louis Blues     | Calgary Wranglers (WCHL)      |
| 6  | André Savard       | Center      | Kanada     | Boston Bruins       | Québec Remparts (QMJHL)       |
| 7  | Blaine Stoughton   | Jobb szélső | Kanada     | Pittsburgh Penguins | Flin Flon Bombers (WCHL)      |
| 8  | Bob Gainey         | Bal szélső  | Kanada     | Montréal Canadiens  | Peterborough Petes (OHA)      |
| 9  | Bob Dailey         | Védő        | Kanada     | Vancouver Canucks   | Toronto Marlboros (OHA)       |
| 10 | Bob Neely          | Védő        | Kanada     | Toronto Maple Leafs | Peterborough Petes (OHA)      |
| 11 | Terry Richardson   | Kapus       | Kanada     | Detroit Red Wings   | New Westminster Bruins (WCHL) |
| 12 | Morris Titanic     | Bal szélső  | Kanada     | Buffalo Sabres      | Sudbury Wolves (OHA)          |
| 13 | Darcy Rota         | Bal szélső  | Kanada     | Chicago Black Hawks | Edmonton Oil Kings (WCHL)     |
| 14 | Rick Middleton     | Jobb szélső | Kanada     | New York Rangers    | Oshawa Generals (OHA)         |
| 15 | Ian Turnbull       | Védő        | Kanada     | Toronto Maple Leafs | Ottawa 67’s (OHA)             |
| 16 | Vic Mercredi       | Center      | Kanada     | Atlanta Flames      | New Westminster Bruins (WCHL) |
|    |                    |             |            |                     |                               |

### Második kör
| #  | Játékos          | Poszt       | Nemzetiség | NHL-csapat            | Egyetem/junior/klub csapat   |
| -- | ---------------- | ----------- | ---------- | --------------------- | ---------------------------- |
| 17 | Glenn Goldup     | Right wing  | Kanada     | Montréal Canadiens    | Toronto Marlboros (OHA)      |
| 18 | Blake Dunlop     | Center      | Kanada     | Minnesota North Stars | Ottawa 67’s (OHA)            |
| 19 | Paulin Bordeleau | Jobb szélső | Kanada     | Vancouver Canucks     | Toronto Marlboros (OHA)      |
| 20 | Larry Goodenough | Védő        | Kanada     | Philadelphia Flyers   | London Knights (OHA)         |
| 21 | Eric Vail        | Bal szélső  | Kanada     | Atlanta Flames        | Sudbury Wolves (OHA)         |
| 22 | Peter Marrin     | Center      | Kanada     | Montréal Canadiens    | Toronto Marlboros (OHA)      |
| 23 | Wayne Bianchin   | Bal szélső  | Kanada     | Pittsburgh Penguins   | Flin Flon Bombers (WCHL)     |
| 24 | George Pesut     | Védő        | Kanada     | St. Louis Blues       | Saskatoon Blades (WCHL)      |
| 25 | John Rogers      | Jobb szélső | Kanada     | Minnesota North Stars | Edmonton Oil Kings (WCHL)    |
| 26 | Brent Leavins    | Bal szélső  | Kanada     | Philadelphia Flyers   | Swift Current Broncos (WCHL) |
| 27 | Colin Campbell   | Védő        | Kanada     | Pittsburgh Penguins   | Peterborough Petes (OHA)     |
| 28 | Jean Landry      | Védő        | Kanada     | Buffalo Sabres        | Québec Remparts (QMJHL)      |
| 29 | Reg Thomas       | Bal szélső  | Kanada     | Chicago Black Hawks   | London Knights (OHA)         |
| 30 | Pat Hickey       | Bal szélső  | Kanada     | New York Rangers      | Hamilton Red Wings (OHA)     |
| 31 | Jimmy Jones      | Jobb szélső | Kanada     | Boston Bruins         | Peterborough Petes (OHA)     |
| 32 | Ron Andruff      | Center      | Kanada     | Montréal Canadiens    | Flin Flon Bombers (WCHL)     |
|    |                  |             |            |                       |                              |

### Harmadik kör
| #  | Játékos         | Poszt       | Nemzetiség                 | NHL-csapat              | Egyetem/junior/klub csapat        |
| -- | --------------- | ----------- | -------------------------- | ----------------------- | --------------------------------- |
| 33 | Dave Lewis      | Védő        | Kanada                     | New York Islanders      | Saskatoon Blades (WCHL)           |
| 34 | Jeff Jacques    | Center      | Kanada                     | California Golden Seals | St. Catharines Black Hawks (OHA)  |
| 35 | Paul Sheard     | Jobb szélső | Egyesült Királyság/ Kanada | Vancouver Canucks       | Ottawa 67’s (OHA)                 |
| 36 | Doug Gibson     | Center      | Kanada                     | Boston Bruins           | Peterborough Petes (OHA)          |
| 37 | Ed Humphreys    | Kapus       | Kanada                     | Montréal Canadiens      | Saskatoon Blades (WCHL)           |
| 38 | Russ Walker     | Jobb szélső | Kanada                     | Los Angeles Kings       | Saskatoon Blades (WCHL)           |
| 39 | Nelson Pyatt    | Center      | Kanada                     | Detroit Red Wings       | Oshawa Generals (OHA)             |
| 40 | Bob Stumpf      | Jobb szélső | Kanada                     | Philadelphia Flyers     | New Westminster Bruins (WCHL)     |
| 41 | Rick Chinnick   | Jobb szélső | Kanada                     | Minnesota North Stars   | Peterborough Petes (OHA)          |
| 42 | Mike Clarke     | Center      | Kanada                     | Philadelphia Flyers     | Calgary Centennials (WCHL)        |
| 43 | Robbie Neale    | Center      | Kanada                     | Detroit Red Wings       | Brandon Wheat Kings (WCHL)        |
| 44 | André Deschamps | Bal szélső  | Kanada                     | Buffalo Sabres          | Québec Remparts (QMJHL)           |
| 45 | Randy Holt      | Védő        | Kanada                     | Chicago Black Hawks     | Sudbury Wolves (OHA)              |
| 46 | John Campbell   | Bal szélső  | Kanada                     | New York Rangers        | Sault Ste. Marie Greyhounds (OHA) |
| 47 | Al Sims         | Védő        | Kanada                     | Boston Bruins           | Cornwall Royals (QMJHL)           |
| 48 | Bob Gassoff     | Védő        | Kanada                     | St. Louis Blues         | Medicine Hat Tigers (WCHL)        |
|    |                 |             |                            |                         |                                   |

### Negyedik kör
| #  | Játékos           | Poszt       | Nemzetiség                 | NHL-csapat              | Egyetem/junior/klub csapat        |
| -- | ----------------- | ----------- | -------------------------- | ----------------------- | --------------------------------- |
| 49 | André St. Laurent | Center      | Kanada                     | New York Islanders      | Montréal Junior Canadiens (QMJHL) |
| 50 | Ron Serafini      | Védő        | Amerikai Egyesült Államok  | California Golden Seals | St. Catharines Black Hawks (OHA)  |
| 51 | Keith Mackie      | Védő        | Egyesült Királyság/ Kanada | Vancouver Canucks       | Edmonton Oil Kings (WCHL)         |
| 52 | Frank Rochon      | Bal szélső  | Kanada                     | Toronto Maple Leafs     | Sherbrooke Castors (QMJHL)        |
| 53 | Dean Talafous     | Center      | Amerikai Egyesült Államok  | Atlanta Flames          | Wisconsini Egyetem (NCAA)         |
| 54 | Jim McCrimmon     | Védő        | Kanada                     | Los Angeles Kings       | Medicine Hat Tigers (WCHL)        |
| 55 | Dennis Owchar     | Védő        | Kanada                     | Pittsburgh Penguins     | Toronto Marlboros (OHA)           |
| 56 | Alan Hangsleben   | Védő        | Amerikai Egyesült Államok  | Montréal Canadiens      | Észak-dakotai Egyetem (NCAA)      |
| 57 | Tom Colley        | Center      | Kanada                     | Minnesota North Stars   | Sudbury Wolves (OHA)              |
| 58 | Dale Cook         | Bal szélső  | Kanada                     | Philadelphia Flyers     | Victoria Cougars (WCHL)           |
| 59 | Mike Korney       | Védő        | Kanada                     | Detroit Red Wings       | Winnipeg Jets (WCHL)              |
| 60 | Yvon Dupuis       | Jobb szélső | Kanada                     | Buffalo Sabres          | Québec Remparts (QMJHL)           |
| 61 | Dave Elliott      | Bal szélső  | Kanada                     | Chicago Black Hawks     | Winnipeg Jets (WCHL)              |
| 62 | Brian Molvik      | Védő        | Kanada                     | New York Rangers        | Calgary Centennials (WCHL)        |
| 63 | Steve Langdon     | Bal szélső  | Kanada                     | Boston Bruins           | London Knights (OHA)              |
| 64 | Richard Latulippe | Center      | Kanada                     | Montréal Canadiens      | Québec Remparts (QMJHL)           |
|    |                   |             |                            |                         |                                   |

### Ötödik kör
| #  | Játékos          | Poszt       | Nemzetiség                | NHL-csapat              | Egyetem/junior/klub csapat        |
| -- | ---------------- | ----------- | ------------------------- | ----------------------- | --------------------------------- |
| 65 | Ron Kennedy      | Jobb szélső | Kanada                    | New York Islanders      | New Westminster Bruins (WCHL)     |
| 66 | Jim Moxey        | Jobb szélső | Kanada                    | California Golden Seals | Hamilton Red Wings (OHA)          |
| 67 | Paul O’Neil      | Center      | Amerikai Egyesült Államok | Vancouver Canucks       | Bostoni Egyetem (NCAA)            |
| 68 | Gord Titcomb     | Bal szélső  | Kanada                    | Toronto Maple Leafs     | St. Catharines Black Hawks (OHA)  |
| 69 | John Flesch      | Bal szélső  | Kanada                    | Atlanta Flames          | Felső-tavi Állami Egyetem (NCAA)  |
| 70 | Dennis Abgrall   | Jobb szélső | Kanada                    | Los Angeles Kings       | Saskatoon Blades (WCHL)           |
| 71 | Guido Tenesi     | Védő        | Amerikai Egyesült Államok | Pittsburgh Penguins     | Oshawa Generals(OHA)              |
| 72 | Bill Laing       | Center      | Kanada                    | St. Louis Blues         | Saskatoon Blades (WCHL)           |
| 73 | Lowell Ostlund   | Védő        | Kanada                    | Minnesota North Stars   | Saskatoon Blades (WCHL)           |
| 74 | Michel Latreille | Védő        | Kanada                    | Philadelphia Flyers     | Montréal Junior Canadiens (QMJHL) |
| 75 | Blair Stewart    | Center      | Kanada                    | Detroit Red Wings       | Winnipeg Jets (WCHL)              |
| 76 | Bob Smulders     | Jobb szélső | Kanada/ Hollandia         | Buffalo Sabres          | Peterborough Petes (OHA)          |
| 77 | Dan Hinton       | Bal szélső  | Kanada                    | Chicago Black Hawks     | Sault Ste. Marie Greyhounds (OHA) |
| 78 | Pierre Laganiere | Jobb szélső | Kanada                    | New York Rangers        | Sherbrooke Castors (QMJHL)        |
| 79 | Peter Crosbie    | Kapus       | Kanada                    | Boston Bruins           | London Knights (OHA)              |
| 80 | Gerard Gibbons   | Védő        | Kanada                    | Montréal Canadiens      | St. Mary Egyetem (CIAU)           |
|    |                  |             |                           |                         |                                   |

### Hatodik kör
| #  | Játékos              | Poszt       | Nemzetiség                 | NHL-csapat              | Egyetem/junior/klub csapat    |
| -- | -------------------- | ----------- | -------------------------- | ----------------------- | ----------------------------- |
| 81 | Keith Smith          | Védő        | Kanada                     | New York Islanders      | Brown Egyetem (NCAA)          |
| 82 | Willie Trognitz      | Bal szélső  | Kanada                     | California Golden Seals | Thunder Bay Vulcans (TBJHL)   |
| 83 | Jim Cowell           | Center      | Kanada                     | Vancouver Canucks       | Ottawa 67’s (OHA)             |
| 84 | Doug Marit           | Védő        | Kanada                     | Toronto Maple Leafs     | Regina Pats (WCHL)            |
| 85 | Ken Houston          | Védő        | Kanada                     | Atlanta Flames          | Chatham Maroons (SOJHL)       |
| 86 | Blair MacDonald      | Jobb szélső | Kanada                     | Los Angeles Kings       | Cornwall Royals (QMJHL)       |
| 87 | Don Seiling          | Bal szélső  | Kanada                     | Pittsburgh Penguins     | Oshawa Generals (OHA)         |
| 88 | Randy Smith          | Bal szélső  | Kanada                     | St. Louis Blues         | Edmonton Oil Kings (WCHL)     |
| 89 | David Lee            | Bal szélső  | Egyesült Királyság/ Kanada | Minnesota North Stars   | Ottawa 67’s (OHA)             |
| 90 | Doug Ferguson        | Védő        | Kanada                     | Philadelphia Flyers     | Hamilton Red Wings (OHA)      |
| 91 | Glenn Cickello       | Védő        | Kanada                     | Detroit Red Wings       | Hamilton Red Wings (OHA)      |
| 92 | 0Neil Korzack        | Bal szélső  | Kanada                     | Buffalo Sabres          | Peterborough Petes (OHA)      |
| 93 | Garry Doerksen       | Center      | Kanada                     | Chicago Black Hawks     | Winnipeg Jets (WCHL)          |
| 94 | Dwayne Pentland      | Védő        | Kanada                     | New York Rangers        | Brandon Wheat Kings (WCHL)    |
| 95 | Jean-Pierre Burgoyne | Védő        | Kanada                     | Boston Bruins           | Shawinigan Dynamos (QMJHL)    |
| 96 | Denis Patry          | Jobb szélső | Kanada                     | Montréal Canadiens      | Drummondville Rangers (QMJHL) |
|    |                      |             |                            |                         |                               |

### Hetedik kör
| #   | Játékos         | Poszt       | Nemzetiség                | NHL-csapat              | Egyetem/junior/klub csapat              |
| --- | --------------- | ----------- | ------------------------- | ----------------------- | --------------------------------------- |
| 97  | Don Cutts       | Kapus       | Kanada                    | New York Islanders      | Rensselaer Polytechnic Institute (NCAA) |
| 98  | Paul Tantardini | Bal szélső  | Kanada                    | California Golden Seals | Downsview Bombers (OPJHL)               |
| 99  | Clay Hebenton   | Kapus       | Kanada                    | Vancouver Canucks       | Portland Winter Hawks (WCJHL)           |
| 100 | Dan Follet      | Kapus       | Kanada                    | Toronto Maple Leafs     | Downsview Bombers (OPJHL)               |
| 101 | Tom Machowski   | Védő        | Amerikai Egyesült Államok | Atlanta Flames          | Wisconsini Egyetem (NCAA)               |
| 102 | Roly Kimble     | Kapus       | Kanada                    | Los Angeles Kings       | Hamilton Red Wings (OHA)                |
| 103 | Terry Ewasiuk   | Bal szélső  | Kanada                    | Pittsburgh Penguins     | Victoria Cougars (WCHL)                 |
| 104 | John Wensink    | Bal szélső  | Kanada                    | St. Louis Blues         | Cornwall Royals (QMJHL)                 |
| 105 | Lou Nistico     | Center      | Kanada                    | Minnesota North Stars   | London Knights (OHA)                    |
| 106 | Tom Young       | Védő        | Kanada                    | Philadelphia Flyers     | Sudbury Wolves (OHA)                    |
| 107 | Brian Middleton | Védő        | Kanada                    | Detroit Red Wings       | Albertai Egyetem (NCAA)                 |
| 108 | Bob Young       | Védő        | Amerikai Egyesült Államok | Buffalo Sabres          | Denveri Egyetem (NCAA)                  |
| 109 | Wayne Dye       | Bal szélső  | Kanada                    | Chicago Black Hawks     | New Westminster Bruins (WCHL)           |
| 110 | Denis Anderson  | Védő        | Kanada                    | New York Islanders      | New Westminster Bruins (WCHL)           |
| 111 | Walter Johnson  | Jobb szélső | Amerikai Egyesült Államok | Boston Bruins           | Oshawa Generals (OHA)                   |
| 112 | Michel Bélisle  | Center      | Kanada                    | Montréal Canadiens      | Montréal Junior Canadiens (QMJHL)       |
|     |                 |             |                           |                         |                                         |

### Nyolcadik kör
| #   | Játékos          | Poszt       | Nemzetiség                | NHL-csapat              | Egyetem/junior/klub csapat       |
| --- | ---------------- | ----------- | ------------------------- | ----------------------- | -------------------------------- |
| 113 | Mike Kennedy     | Jobb szélső | Kanada                    | New York Islanders      | Kitchener Rangers (OHA)          |
| 114 | Bruce Greig      | Bal szélső  | Kanada                    | California Golden Seals | Vancouver Nats (WCHL)            |
| 115 | John Senkpiel    | Bal szélső  | Kanada                    | Vancouver Canucks       | Vancouver Nats (WCHL)            |
| 116 | Les Burgess      | Bal szélső  | Kanada                    | Toronto Maple Leafs     | Kitchener Rangers (OHA)          |
| 117 | Bob Law          | Jobb szélső | Kanada                    | Atlanta Flames          | Észak-dakotai Egyetem (WCHA)     |
| 118 | Dennis Polonich  | Center      | Kanada                    | Detroit Red Wings       | Flin Flon Bombers (WCHL)         |
| 119 | Fred Comrie      | Center      | Kanada                    | Pittsburgh Penguins     | Edmonton Oil Kings (WCHL)        |
| 120 | Jean Tetreault   | Bal szélső  | Kanada                    | St. Louis Blues         | Drummondville Rangers (QMJHL)    |
| 121 | George Beveridge | Védő        | Kanada                    | Minnesota North Stars   | Kitchener Rangers (OHA)          |
| 122 | Norm Barnes      | Védő        | Kanada                    | Philadelphia Flyers     | Michigani Állami Egyetem (NCAA)  |
| 123 | George Lyle      | Bal szélső  | Kanada                    | Detroit Red Wings       | Michigani Műszaki Egyetem (NCAA) |
| 124 | Tim O’Connell    | Jobb szélső | Amerikai Egyesült Államok | Buffalo Sabres          | Vermonti Egyetem (NCAA)          |
| 125 | Jim Koleff       | Center      | Kanada                    | Chicago Black Hawks     | Hamilton Red Wings (OHA)         |
| 126 | Denis Desgagnés  | Center      | Kanada                    | New York Islanders      | Sorel Éperviers (QMJHL)          |
| 127 | Virgil Gates     | Védő        | Kanada                    | Boston Bruins           | Swift Current Broncos (WCHL)     |
| 128 | Mario Desjardins | Bal szélső  | Kanada                    | Montréal Canadiens      | Sherbrooke Castors (QMJHL)       |
|     |                  |             |                           |                         |                                  |

### Kilencedik kör
| #   | Játékos        | Poszt       | Nemzetiség                | NHL-csapat              | Egyetem/junior/klub csapat        |
| --- | -------------- | ----------- | ------------------------- | ----------------------- | --------------------------------- |
| 129 | Bob Lorimer    | Védő        | Kanada                    | New York Islanders      | Michigani Műszaki Egyetem (NCAA)  |
| 130 | Larry Patey    | Center      | Kanada                    | California Golden Seals | Braintree Hawks (NEJHL)           |
| 131 | Peter Folco    | Védő        | Kanada                    | Vancouver Canucks       | Québec Remparts (QMJHL)           |
| 132 | Dave Pay       | Bal szélső  | Kanada                    | Toronto Maple Leafs     | Wisconsini Egyetem (NCAA)         |
| 133 | Bob Bilodeau   | Védő        | Kanada                    | Atlanta Flames          | New Westminster Bruins (WCHL)     |
| 134 | Gord Lane      | Védő        | Kanada                    | Pittsburgh Penguins     | New Westminster Bruins (WCHL)     |
| 135 | Dennis O’Brien | Védő        | Kanada                    | Detroit Red Wings       | Laurentian Egyetem (CIAU)         |
| 136 | Jim Johnston   | Center      | Kanada                    | Minnesota North Stars   | Peterborough Petes (OHA)          |
| 137 | Dan O’Donohue  | Védő        | Kanada                    | Philadelphia Flyers     | Sault Ste. Marie Greyhounds (OHA) |
| 138 | Tom Newman     | Védő        | Kanada                    | Detroit Red Wings       | Kitchener Rangers (OHA)           |
| 139 | Raymond Bibeau | Védő        | Kanada                    | Detroit Red Wings       | Montréal Junior Canadiens (QMJHL) |
| 140 | Jack Johnson   | Védő        | Amerikai Egyesült Államok | Chicago Black Hawks     | Wisconsini Egyetem (NCAA)         |
| 141 | Steve Alley    | Bal szélső  | Amerikai Egyesült Államok | Chicago Black Hawks     | Wisconsini Egyetem (NCAA)         |
| 142 | Jim Pettie     | Kapus       | Kanada                    | Boston Bruins           | St. Catharines Black Hawks (OHA)  |
| 143 | Bob Wright     | Jobb szélső | Kanada                    | Montréal Canadiens      | Pembroke Lumber Kings (CJAHL)     |
|     |                |             |                           |                         |                                   |

### Tizedik kör
| #   | Játékos         | Poszt       | Nemzetiség                | NHL-csapat              | Egyetem/junior/klub csapat        |
| --- | --------------- | ----------- | ------------------------- | ----------------------- | --------------------------------- |
| 144 | Lee Palmer      | Védő        | Kanada                    | Toronto Maple Leafs     | Clarkson Egyetem (NCAA)           |
| 145 | Doug Mahood     | Jobb sélső  | Kanada                    | California Golden Seals | Sault Ste. Marie Greyhounds (OHA) |
| 146 | Terry McDougall | Center      | Kanada                    | Vancouver Canucks       | Swift Current Broncos (WCHL)      |
| 147 | Bob Peace       | Center      | Kanada                    | Toronto Maple Leafs     | Cornell Egyetem (NCAA)            |
| 148 | Glen Surbey     | Védő        | Kanada                    | Atlanta Flames          | Loyola Főiskola (CIAU)            |
| 149 | Guy Ross        | Védő        | Kanada                    | Atlanta Flames          | Sherbrooke Castors (QMJHL)        |
| 150 | Randy Aimoe     | Védő        | Kanada                    | Pittsburgh Penguins     | Medicine Hat Tigers (WCHL)        |
| 151 | Kevin Neville   | Kapus       | Kanada                    | Detroit Red Wings       | Toronto Malboros (OHA)            |
| 152 | Sam Clegg       | Kapus       | Kanada                    | Minnesota North Stars   | Medicine Hat Tigers (WCHL)        |
| 153 | Brian Dick      | Jobb szélső | Kanada                    | Philadelphia Flyers     | Winnipeg Jets (WCHL)              |
| 154 | Ken Gibb        | Védő        | Kanada                    | Detroit Red Wings       | Észak-dakotai Egyetem (NCAA)      |
| 155 | Mitch Brandt    | Védő        | Amerikai Egyesült Államok | Detroit Red Wings       | Denveri Egyetem (NCAA)            |
| 156 | Rick Clubbe     | Center      | Kanada                    | Chicago Black Hawks     | Észak-dakotai Egyetem (NCAA)      |
| 157 | Yvan Bouillon   | Center      | Kanada                    | Boston Bruins           | Cornwall Royals (QMJHL)           |
| 158 | Alain Labrecque | Center      | Kanada                    | Montréal Canadiens      | Trois-Rivières Draveurs (QMJHL)   |
|     |                 |             |                           |                         |                                   |

### Tizenegyedik kör
| #   | Játékos       | Poszt       | Nemzetiség                | NHL-csapat              | Egyetem/junior/klub csapat   |
| --- | ------------- | ----------- | ------------------------- | ----------------------- | ---------------------------- |
| 159 | Norm McLeod   | Bal szélső  | Kanada                    | Toronto Maple Leafs     | Ottawa M&W Rangers (CJHL)    |
| 160 | Angie Moretto | Center      | Kanada                    | California Golden Seals | Michigani Egyetem (NCAA)     |
| 161 | Russ Wiechnik | Center      | Kanada                    | Minnesota North Stars   | Calgary Centennials (WCHL)   |
| 162 | Greg Fox      | Védő        | Kanada                    | Atlanta Flames          | Michigani Egyetem (WCHA)     |
| 163 | Max Hansen    | Bal szélső  | Amerikai Egyesült Államok | Minnesota North Stars   | Sudbury Wolves (OHA)         |
| 164 | Don McLeod    | Center      | Kanada                    | Pittsburgh Penguins     | Saskatoon Blades (WCHL)      |
| 165 | Gene Strate   | Védő        | Kanada                    | Chicago Black Hawks     | Edmonton Oil Blades (WCHL)   |
| 166 | Gord Halliday | Jobb szélső | Kanada                    | Montréal Canadiens      | Pennsylvaniai Egyetem (ECAC) |
|     |               |             |                           |                         |                              |

### Tizenkettedik kör
| #   | Játékos    | Poszt | Nemzetiség                | NHL-csapat         | Egyetem/junior/klub csapat     |
| --- | ---------- | ----- | ------------------------- | ------------------ | ------------------------------ |
| 167 | Cap Raeder | Kapus | Amerikai Egyesült Államok | Montréal Canadiens | New Hampshire-i Egyetem (NCAA) |
|     |            |       |                           |                    |                                |

### Tizenharmadik kör
| #   | Játékos        | Poszt  | Nemzetiség | NHL-csapat         | Egyetem/junior/klub csapat      |
| --- | -------------- | ------ | ---------- | ------------------ | ------------------------------- |
| 168 | Louis Chiasson | Center | Kanada     | Montréal Canadiens | Trois-Rivieres Draveurs (QMJHL) |
|     |                |        |            |                    |                                 |